# Sreepur
Sreepur (en bengali : শ্রীপুর) est une upazila du Bangladesh dans le district de Gazipur. En 1991, on y dénombrait 320 530 habitants.